# 2569 Мейделін
2569 Мейделін (2569 Madeline) — астероїд головного поясу, відкритий 18 червня 1980 року.
Тіссеранів параметр щодо Юпітера — 3,355.